# Coelositona puberulus
Coelositona puberulus é uma espécie de insetos coleópteros polífagos pertencente à família Curculionidae.
A autoridade científica da espécie é Reitter, tendo sido descrita no ano de 1903.
Trata-se de uma espécie presente no território português.